# Дзетшихово
Дзетшихово (пол. Dzietrzychowo, нім. Dietrichsdorf, Kreis Bartenstein) — село в Польщі, у гміні Семпополь Бартошицького повіту Вармінсько-Мазурського воєводства.
Населення — 421 особа (2011).

## Демографія
Демографічна структура станом на 31 березня 2011 року:
|          | Загалом | Допрацездатний вік | Працездатний вік | Постпрацездатний вік |
| -------- | ------- | ------------------ | ---------------- | -------------------- |
| Чоловіки | 201     | 38                 | 148              | 15                   |
| Жінки    | 220     | 29                 | 149              | 42                   |
| Разом    | 421     | 67                 | 297              | 57                   |